# Kalkomelanosol
Kalkomelanosol  (potiče od lat.reči "calx"= kreč, grčke reči "Μελάς"= tamno crno i francuske reči "sol"= zemljište), poznatija još i kao  krečnjačno-dolomitna crnica, pripada redu automorfnih zemljišta i klasi humusno akumulativnih zemljišta. U narodu se naziva još i crnica na krečnjaku ili crnica na jedrom krečnjaku i dolomitu.

## Rasprostranjenost
Ovaj tip zemljišta je kod nas najviše zastupljen na Devici, Svrljiškim planinama, Suvoj planini, Staroj planini, Vidliču, Vlaškoj planini, Rtnju, Tari, Mokroj gori i na severnom delu Kopaonika. Na osnovu ovoga, možemo zaključiti da je najviše rasprostranjen u visokoplaninskim oblastima gde su pogodni klimatski uslovi za njegovo obrazovanje. U Srbiji je kartirano preko 160.000 ha.

## Uslovi obrazovanja
Obrazuju se na tvrdim i kompaktnim krečnjacima i dolomitima kod kojih je izraženo samo hemijsko raspadanje. Pod hemijskim raspadanjem se podrazumevaju procesi rastvaranja karbonata i njihovo desedentno ispiranje (kretanje materije sa površine u dublje slojeve zemljišta) u obliku bikarbonata. Mineralni deo zemljišta se obrazuje od silikatnog ostatka,odnosno rezidijuma, posle ispiranja karbonata. U tvrdim krečnjacima moze biti cak 99% kalcijum-karbonata a samo 1% silikatnog ostatka, koji ucestvuje u obrazovanju soluma.

## Pedogenetski procesi
Kao što je već rečeno, hemijsko raspadanje je izraženije od fizičkog. Ispiranje karbonata je dugotrajan proces a krečnjak ima jako malo silikatnog ostatka. Zbog toga se u početnoj fazi, preko tvrdog krečnjaka obrazuje humusni horizont, koji ne sadrži organo-mineralne komplekse. To znači da humus nije povezan sa glinom. Kasnije, kada dođe do akumulacije glinenog rezidijuma, dolazi do stvaranja povoljnog organo-mineralnog kompleksa. Zatim dolazi do intenzivne akumulacije humusa jer su uslovi za njegovu mineralizaciju veoma nepovoljni (suša,ekstremne temperature..). Humusne kiseline se neutralizuju obrazovanjem kalcijum-karbonata i dolazi do stvaranja humata.
Svi ovi procesi se mogu podeliti u tri glavne faze nastanka krečnjačko-dolomitne crnice:
- organogena faza
- organo-mineralna faza
- braunizacija[3]

## Fizičke osobine
Crnice spadaju u suva i topla zemljišta. Takođe su veoma porozne sa velikim sadržajem nadkapilarnih pora. Veoma propusne za vodu i dobro aerisane, što često dovodi do deficita vode u zemljištu za biljke. Uglavnom dominira kserofitna vegetacija. Na nastanak ovih zemljišta nemaju uticaj površinske i podzemne vode i zbog toga spadaju u grupu automorfnih zemljišta. A pošto je zastupljen proces humifikacije ogranske materije i obrazovanje pravog A horizonta, možemo ih svrstati u klasu humusno akumulativnih zemljišta. Ova zemljišta dugo ostaju u stadijumu A-R profila. Međutim, u visokoplaninskim zonama moze doći do nastanka debelog sloja sirovog humusa-O horizonta, pod uticajem šumske i žbunaste vegetacije.

## Hemijske osobine
Iako se obrazuju na karbonatnim supsratima, ova zemljišta ne sadrže karbonate. Reakcije zemljišta su neutralne do slabo kisele što dosta zavisi od faze u kojoj se nalaze, klimatskih uslova i vegetacije. Prema pravilu, u početnim fazama su najmanje kisela zemljišta. Crnice koje se obrazuju na višim planinama su kiselije jer dolazi do spiranja baza. A na manjim visinama su neutralne do slabo kisele jer nema ispiranja materija.
Bogata su humusom (10-25%), što takođe uslovljava i visok kapacitet adsorpcije. Među adsorbovanim jonima, dominiraju joni magnezijuma i kalcijuma. Dobro su obezbeđena pristupačnim oblikom kalijuma ali veoma siromašna u pristupačnom obliku fosfora. Bogata su azotom, međutim on nije pristupačan biljkama zbog jako slabo izražene mineralizacije organskih materija.

## Korišćenje zemljišta
Biljke na ovim zemljištima neretko stradaju od suše zbog jake vodopropustljivosti i male dubine zemljišta. Najveći deo ovih zemljišta je pod livadama i pašnjacima a manji deo se koristi za gajenje povrtarskih i ratarskih kultura (krompir,raž,ječam,pšenica). Ova zemljišta nisu izložena eroziji vodom zbog velike vodopropustljivosti, međutim često su izložena eolskoj eroziji, naručito ako je oslabljen ili uništen  biljni pokrivač.

## Spoljašnje veze
- SOIL CLASSIFICATION
- FAO SOIL PORTAL